# Nikolai Pawlowitsch Anossow
Nikolai Pawlowitsch Anossow (russisch Николай Павлович Аносов, Nikolai Anosov; * 6. Februarjul. / 18. Februar 1900greg. in Borissoglebsk/Oblast Woronesch; † 2. Dezember 1962 in Moskau) war ein sowjetischer Dirigent, Komponist und Musikpädagoge.

## Leben
Anossow leitete ab 1929 das Orchester des Allunions-Rundfunkkomitees und dirigierte 1933 in Moskau die Uraufführung von Aram Chatschaturjans Tanzsuite. Von 1937 bis 1939 war er Dirigent der Philharmonischen Orchester von Rostow am Don und Baku, von 1941 bis 1945 künstlerischer Leiter, danach als Nachfolger von Lev Steinberg Chefdirigent des Moskauer Staatlichen Akademischen Sinfonieorchesters. Von 1940 bis 1962 war er Professor für Dirigieren am Moskauer Konservatorium.
In der Zeit nach dem Zweiten Weltkrieg dirigierte Anossow Sinfonieorchester in Ungarn, Rumänien und der Tschechoslowakei, und in der Sowjetunion das Staatliche Sinfonieorchester und das Große Rundfunksinfonieorchester. Er widmete sich der Aufführung von Werken der alten russischen Musik (u. a. von Jewstignei Fomin, Dmitri Bortnjanski und Alexander Aljabjew), dirigierte aber immer wieder auch zeitgenössische Werke, so 1957 das  Zweite Klavierkonzert von Dmitri Schostakowitsch mit dessen Sohn Maxim Schostakowitsch am Klavier.
Anossow komponierte u. a. ein Klavierkonzert, ein Bläserquintett und Lieder und verfasste ein Lehrbuch zum Partiturlesen. Er war mit der Sängerin Natalja Roschdestwenskaja verheiratet. Ihr Sohn war der Dirigent Gennadi Roschdestwenski.